# Percy Loraine

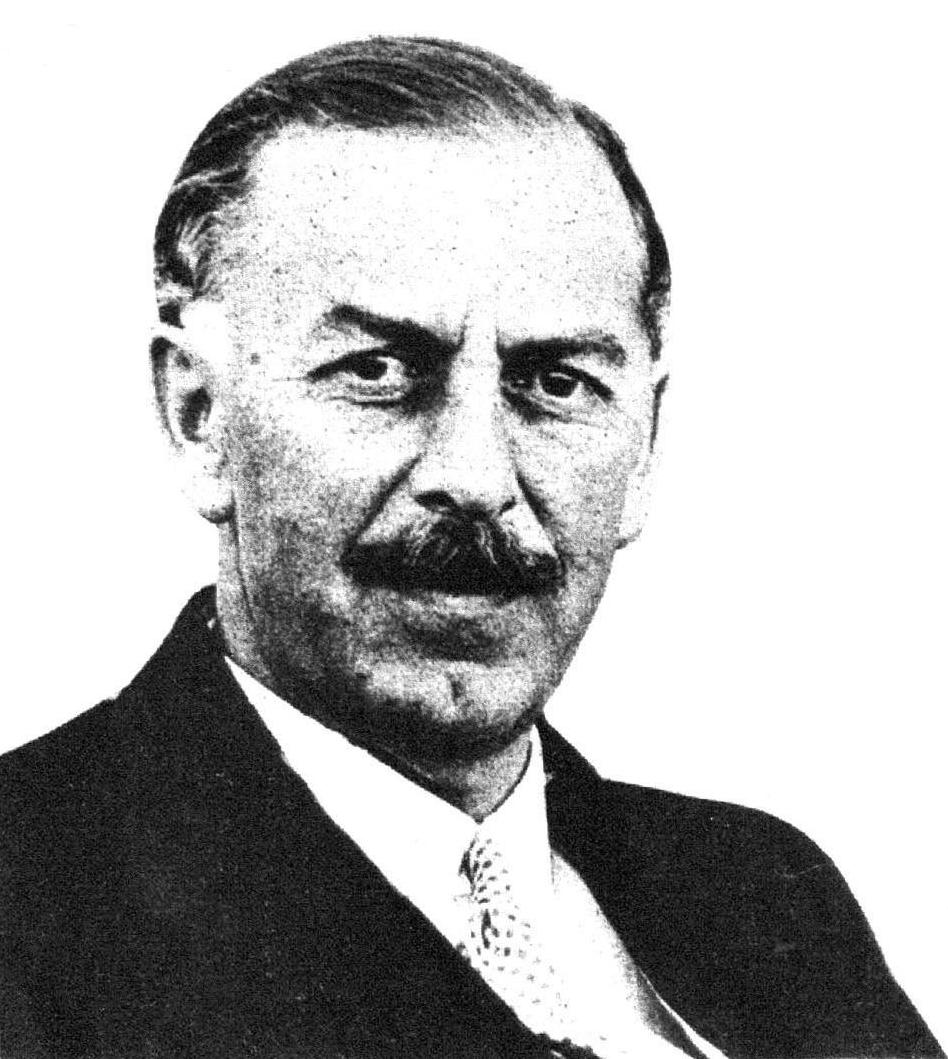
Percy Loraine

Sir Percy Lyham Loraine, 12º Baronete, GCMG (5 de novembro de 1880 - 23 de maio de 1961) foi um diplomata britânico. Ele foi Alto Comissário Britânico no Egito de 1929 a 1933, Embaixador Britânico na Turquia de 1933 a 1939 e Embaixador Britânico na Itália de 1939 a 1940. Mais tarde, ele esteve envolvido na criação de puros-sangues para corridas de cavalos e ganhou o 2000 Guineas Stakes em 1954. com Dario. Ele foi o último dos baronetes de Loraine, não tendo filhos para sucedê-lo.

## Carreira diplomática
Ele serviu pela primeira vez no Oriente Médio, nas missões britânicas em Istambul e Teerã, onde foi enviado extraordinário e ministro plenipotenciário de 1921 a 1926, antes de ser enviado para Roma, Pequim, Paris e Madri. Ele participou da Conferência de Paz de Paris de 1919, realizada após o fim da Primeira Guerra Mundial, antes de ser enviado como ministro em Teerã e depois em Atenas.
Em 1929, foi nomeado Alto Comissário para o Egito e o Sudão. No entanto, sua política de permitir que o rei Fuad I controlasse o governo levou à sua remoção em 1933.
Ele se aproximou do presidente turco Mustafa Kemal Atatürk enquanto servia em Ancara, o que melhorou as relações entre os dois países. Enquanto embaixador, Loraine visitou Atatürk em seu leito de morte e mais tarde fez uma transmissão da BBC em homenagem a Atatürk no 10º aniversário de sua morte.
Ele foi o último embaixador britânico na Itália antes do início da Segunda Guerra Mundial. Loraine foi supostamente apelidado de 'pomposo Percy' por sua equipe. Winston Churchill não procurou seu conselho sobre assuntos do Oriente Médio durante a guerra e se aposentou da vida pública.

## Mais tarde na vida
Loraine se aposentou de sua carreira diplomática em 1940. Interessou-se por corridas de cavalos e criação de cavalos puro-sangue: seu cavalo Darius venceu as 2000 Guinés em 1954. Ele trabalhou para o Jockey Club na introdução de câmeras de acabamento para corridas.
Ele morreu em sua casa em Londres em 23 de maio de 1961 aos 80 anos. Ele não teve filhos e o baronete foi extinto.